# Rayol-Canadel-sur-Mer
Rayol-Canadel-sur-Mer är en kommun i departementet Var i regionen Provence-Alpes-Côte d'Azur i sydöstra Frankrike. Kommunen ligger i kantonen Saint-Tropez som tillhör arrondissementet Draguignan. År 2022 hade Rayol-Canadel-sur-Mer 644 invånare.

## Befolkningsutveckling
Antalet invånare i kommunen Rayol-Canadel-sur-Mer
| Referens: INSEE |